# Семашко (житловий мікрорайон Донецька)
Семашко — житловий мікрорайон Донецька. Розташований у Кіровському районі міста. Названий так на честь радянського партійного діяча, наркома охорони здоров'я РРФСР, М. О. Семашка.

## Житлове планування
На проспекті Семашка переважають 5-типоверхові будинки, на вулиці Саврасова — одноповерхові, так званий «приватний сектор».

## Інфрастуктура
На території мікрорайону розташовані 1 школа, 3 дитячі садки, 1 гуртожиток, міська лікарня № 24, бібліотека, профілакторій.

##### Транспорт
- трамвай — маршрути № 8 (до центру міста), № 16 (з центру району до бавовняного комбінату на межі з Петровським районом);
- маршрутне таксі — маршрут № 78 (з мікрорайону Текстильник до мікрорайону Лідіївка);
- автобус — маршрут № 41 (з мікрорайону Абакумова до центру міста; єдина зупинка на території мікрорайону розташована біля міської лікарні № 24).

## Промислові підприємства
На території мікрорайону розташовані Рутченківська броварня, хлібозавод.

## Природа
Біля Рутченківської броварні розташований ставок, купання в якому заборонене через високу забрудненість води.